# Robert Seiwald
Robert J. Seiwald (* 26. März 1925 in Fort Morgan (Colorado)) ist ein US-amerikanischer Chemiker.
Seiwald erwarb 1949 seinen Bachelor-Abschluss an der University of San Francisco und wurde 1954 an der St. Louis University in Organischer Chemie promoviert. 1957 bis zur Emeritierung 1989 war er Professor für Organische Chemie an der University of San Francisco.
Er entwickelte mit Joseph Burckhalter Fluoresceinisothiocyanat (FITC), ein Farbstoff zur Kennzeichnung von spezifischen Antikörpern, der weite Verbreitung in der Diagnose infektiöser Krankheiten und Krebserkrankungen fand (Immunfluoreszenz).
1995 wurde er mit Burckhalter in die National Inventors Hall of Fame aufgenommen.